# Akácia

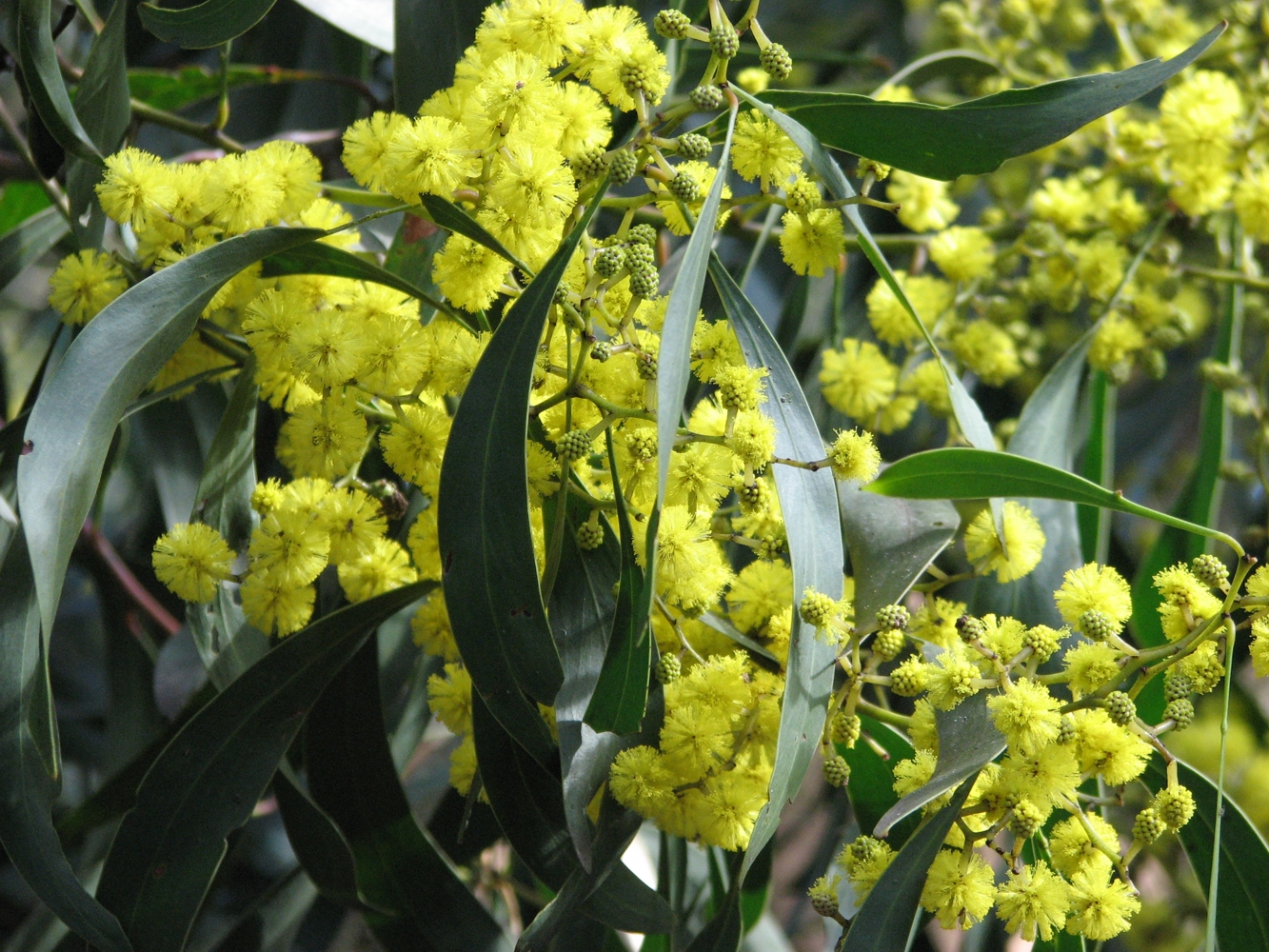
Acacia pycnantha, Ausztrália címernövénye

Az akácia (Acacia) a hüvelyesek (Fabales) rendjébe, ezen belül a pillangósvirágúak (Fabaceae) családjába és a mimózaformák (Mimosoideae) alcsaládjába tartozó nemzetség.
A nemzetségcsoportjának a típusnemzetsége.

## Rendszerezés
Régebben a botanikusok úgy vélték, hogy minden afrikai és ausztráliai akáciaszerű fa valódi akácia; de 2000-ben kiderült, hogy ez a növénynemzetség nem monofiletikus csoport, vagyis a benne levő fajok nem egy őstől származnak. Minden köztük levő hasonlóság a konvergens evolúciónak köszönhető. Emiatt a hatalmas akácia nemzetséget több másikra szedték szét. Azonban a fajok különválasztásáról és azok rendszertani besorolásáról a különböző kontinenseken mások és mások a vélemények.
Az ebben a szócikkben szereplő fajok főleg Ausztráliában fordulnak elő, azonban a nemzetség egyes fajai jelen vannak az indonéz és Fülöp-szigeteken, Pápua Új-Guineában, valamint Madagaszkár északkeleti részén, Indiában és Délkelet-Ázsiában is.

### Alnemzetségek és fajcsoportok
Az alábbi fajokat és hibrideket a következő alnemzetségekbe és fajcsoportokba sorolják be:
- Acacia subg. Acacia
  - Acacia sect. Alatae
- Acacia subg. Phyllodineae (Sieber ex DC.) Ser. (1849)
  - Acacia sect. Botrycephalae
  - Acacia sect. Juliflorae (Benth.) C.Moore & Betche (1893)
  - Acacia sect. Lycopodiifoliae
  - Acacia sect. Phyllodineae
  - Acacia sect. Plurinerves
  - Acacia sect. Pulchellae

## Ausztráliában
Az Ausztrália állami címerében szereplő növény, helyi nyelven a golden wattle az akáciák közé tartozik. Ausztráliában az akáciák nemzetségének (Acacieae) mintegy 600 tagja él, az összes akáciafaj fele. Ezek a fák virágzásukkor tűnnek ki. A legelterjedtebb a sárga virágú Cootamundra wattle. Kibontott szirmaival az egész fa egyetlen virágcsokornak látszik.
Az akáciák fája igen kemény, sokféle célra hasznosítható. Az első európai telepesek például egyszerű kunyhóik tetőszerkezetét az akácia gallyaiból fonták. Ezt
a műveletet wattlingnak hívták, ebből származik a wattle név. Az ausztrálok augusztus elsejei nemzeti ünnepüket is Wattling Day-nek nevezik.

## Fajok és hibridek listája
A nemzetségbe az alábbi 1088 faj és 4 hibrid tartozik:
- Acacia abbatiana Pedley
- Acacia abbreviata Maslin
- Acacia abrupta Maiden & Blakely
- Acacia acanthaster Maslin
- Acacia acanthoclada F.Muell.
- Acacia acellerata Maiden & Blakely
- Acacia acinacea Lindl.
- Acacia aciphylla Benth.
- Acacia acoma Maslin
- Acacia acradenia F.Muell.
- Acacia acrionastes Pedley
- Acacia acuaria W.Fitzg.
- Acacia aculeatissima J.F.Macbr.
- Acacia aculeiformis Maslin
- Acacia acuminata Benth.
- Acacia acutata W.Fitzg.
- Acacia adenogonia (Pedley) R.S.Cowan & Maslin
- Acacia adinophylla Maslin
- Acacia adjutrices Maslin
- Acacia adnata F.Muell.
- Acacia adoxa Pedley
- Acacia adsurgens Maiden & Blakely
- Acacia adunca A.Cunn. ex G.Don
- Acacia aemula Maslin
- Acacia aestivalis E.Pritz.
- Acacia alata R.Br.
- Acacia alaticaulis Kodela & Tindale
- Acacia alcockii Maslin & Whibley
- Acacia alexandri Maslin
- Acacia alleniana Maiden
- Acacia alpina F.Muell.
- Acacia amanda G.J.Leach
- Acacia amblygona A.Cunn. ex Benth.
- Acacia amblyophylla F.Muell.
- Acacia amentifera F.Muell.
- Acacia ammobia Maconochie
- Acacia ammophila Pedley
- Acacia amoena H.L.Wendl.
- Acacia ampliata R.S.Cowan & Maslin
- Acacia ampliceps Maslin
- Acacia amputata Maslin
- Acacia amyctica R.S.Cowan & Maslin
- Acacia anarthros Maslin
- Acacia anasilla A.S.George
- Acacia anastema Maslin
- Acacia anastomosa Maslin, M.D.Barrett & R.L.Barrett
- Acacia anaticeps Tindale
- Acacia anceps DC.
- Acacia ancistrocarpa Maiden & Blakely
- Acacia ancistrophylla C.R.P.Andrews
- Acacia andrewsii W.Fitzg.
- Acacia aneura F.Muell. ex Benth.
- Acacia anfractuosa Maslin
- Acacia angusta Maiden & Blakely
- Acacia anomala Gardner ex Court
- Acacia anserina Maslin, M.D.Barrett & R.L.Barrett
- Acacia anthochaera Maslin
- Acacia aphanoclada Maslin
- Acacia aphylla Maslin
- Acacia applanata Maslin
- Acacia aprepta Pedley
- Acacia aprica Maslin & A.R.Chapm.
- Acacia aptaneura Maslin & J.E.Reid
- Acacia arafurica Tindale & Kodela
- Acacia araneosa Whibley
- Acacia arbiana Pedley
- Acacia arcuatilis R.S.Cowan & Maslin
- Acacia areolata M.W.McDonald
- Acacia argentina Pedley
- Acacia argutifolia Maslin
- Acacia argyraea Tindale
- Acacia argyrodendron Domin
- Acacia argyrophylla Hook.
- Acacia argyrotricha Pedley
- Acacia arida Benth.
- Acacia aristulata Maslin
- Acacia armillata (Pedley) Pedley
- Acacia armitii F.Muell. ex Maiden
- Acacia arrecta Maslin
- Acacia ascendens Maslin
- Acacia asepala Maslin
- Acacia ashbyae Maslin
- Acacia asparagoides A.Cunn.
- Acacia aspera J.Forbes
- Acacia asperulacea F.Muell.
- Acacia assimilis S.Moore
- Acacia ataxiphylla Benth.
- Acacia atkinsiana Maslin
- Acacia atopa Pedley
- Acacia atrox Kodela
- Acacia attenuata Maiden
- Acacia aulacocarpa A.Cunn. ex Benth.
- Acacia aulacophylla R.S.Cowan & Maslin
- Acacia auratiflora R.S.Cowan & Maslin
- Acacia aureocrinita B.J.Conn & Tame
- Acacia auricoma Maslin
- Acacia auriculiformis A.Cunn. ex Benth.
- Acacia auripila R.S.Cowan & Maslin
- Acacia auronitens Lindl.
- Acacia ausfeldii Regel
- Acacia awestoniana R.S.Cowan & Maslin
- Acacia axillaris Benth.
- Acacia ayersiana Maconochie
- Acacia baeuerlenii Maiden & R.T.Baker
- Acacia bagsteri Benth.
- Acacia baileyana F.Muell.
- Acacia bakeri Maiden
- Acacia balsamea R.S.Cowan & Maslin
- Acacia bancroftiorum Maiden
- Acacia barakulensis Pedley
- Acacia barattensis J.M.Black
- Acacia barbinervis Benth.
- Acacia barrettiorum Lewington & Maslin
- Acacia barringtonensis Tindale
- Acacia × barteriana Jacq.
- Acacia bartlei Maslin & J.E.Reid
- Acacia basedowii Maiden
- Acacia baueri Benth.
- Acacia baxteri Benth.
- Acacia beadleana R.H.Jones & J.J.Bruhl
- Acacia beauverdiana Ewart & Sharman
- Acacia beckleri Tindale
- Acacia benthamii Meisn.
- Acacia besleyi Maslin
- Acacia betchei Maiden & Blakely
- Acacia bidentata Benth.
- Acacia bifaria Maslin
- Acacia biflora R.Br.
- Acacia binata Maslin
- Acacia binervata DC.
- Acacia binervia (J.C.Wendl.) J.F.Macbr.
- Acacia bivenosa DC.
- Acacia blakei Pedley
- Acacia blakelyi Maiden
- Acacia blaxellii Maslin
- Acacia blayana Tindale & Court
- Acacia boormanii Maiden
- Acacia botrydion Maslin
- Acacia brachybotrya Benth.
- Acacia brachyclada W.Fitzg
- Acacia brachyphylla Benth. ex Schltdl.
- Acacia brachypoda Maslin
- Acacia brachystachya Benth.
- Acacia bracteolata Maslin
- Acacia brassii Pedley
- Acacia brockii Tindale & Kodela
- Acacia bromilowiana Maslin
- Acacia browniana H.L.Wendl.
- Acacia brownii (Poir.) Steud.
- Acacia brumalis Maslin
- Acacia brunioides A.Cunn. ex G.Don
- Acacia bulgaensis Tindale & S.J.Davies
- Acacia burbidgeae Pedley
- Acacia burdekensis Pedley
- Acacia burkittii F.Muell. ex Benth.
- Acacia burrana Pedley
- Acacia burrowii Maiden
- Acacia burrowsiana Maslin
- Acacia buxifolia A.Cunn.
- Acacia bynoeana Benth.
- Acacia caerulescens Maslin & Court
- Acacia caesaneura Maslin & J.E.Reid
- Acacia caesariata R.S.Cowan & Maslin
- Acacia caesiella Maiden & Blakely
- Acacia calamifolia Sweet ex Lindl.
- Acacia calantha Pedley
- Acacia calcarata Maiden & Blakely
- Acacia calcicola Forde & Ising
- Acacia caleyi A.Cunn. ex Benth.
- Acacia calligera (Pedley) Pedley
- Acacia calyculata A.Cunn. ex Benth.
- Acacia cambagei R.T.Baker
- Acacia camptocarpa Maslin, M.D.Barrett & R.L.Barrett
- Acacia camptoclada C.R.P.Andrews
- Acacia campylophylla Benth.
- Acacia cana Maiden
- Acacia cangaiensis Tindale & Kodela
- Acacia capillaris A.S.George
- Acacia cardiophylla A.Cunn. ex Benth.
- Acacia carens Maslin
- Acacia carneorum Maiden
- Acacia carnosula Maslin
- Acacia caroleae Pedley
- Acacia cassicula R.S.Cowan & Maslin
- Acacia castanostegia Maslin
- Acacia cataractae Tindale & Kodela
- Acacia catenulata C.T.White
- Acacia cavealis R.S.Cowan & Maslin
- Acacia cedroides Benth.
- Acacia celastrifolia Benth.
- Acacia celsa Tindale
- Acacia cerastes Maslin
- Acacia chalkeri Maiden
- Acacia chamaeleon Maslin
- Acacia chapmanii R.S.Cowan & Maslin
- Acacia chartacea Maslin
- Acacia cheelii Blakely
- Acacia chinchillensis Tindale
- Acacia chippendalei Pedley
- Acacia chisholmii F.M.Bailey
- Acacia chrysella Maiden & Blakely
- Acacia chrysocephala Maslin
- Acacia chrysochaeta Maslin
- Acacia chrysopoda Maiden & Blakely
- Acacia chrysotricha Tindale
- Acacia ciliata Humb. & Bonpl. ex Willd.
- Acacia cincinnata F.Muell.
- Acacia citrinoviridis Tindale & Maslin
- Acacia citriodora Kodela & Maslin
- Acacia clandullensis B.J.Conn & Tame
- Acacia claviseta Maslin, M.D.Barrett & R.L.Barrett
- Acacia clelandii Pedley
- Acacia clivicola Pedley
- Acacia clunies-rossiae Maiden
- Acacia clydonophora Maslin
- Acacia coatesii Maslin
- Acacia cochlearis (Labill.) H.L.Wendl.
- Acacia cochliocarpa G.Don
- Acacia cochlocarpa Meisn.
- Acacia cockertoniana Maslin
- Acacia cognata Domin
- Acacia colei Maslin & L.A.J.Thomson
- Acacia colletioides A.Cunn. ex Benth.
- Acacia comans W.Fitzg.
- Acacia complanata A.Cunn. ex Benth.
- Acacia concolorans Maslin
- Acacia concurrens Pedley
- Acacia conferta A.Cunn. ex Benth.
- Acacia confluens Maiden & Blakely
- Acacia confusa Merr.
- Acacia congesta Benth.
- Acacia conjunctifolia F.Muell.
- Acacia conniana Maslin
- Acacia consanguinea R.S.Cowan & Maslin
- Acacia consobrina R.S.Cowan & Maslin
- Acacia conspersa F.Muell.
- Acacia constablei Tindale
- Acacia continua Benth.
- Acacia convallium Pedley
- Acacia coolgardiensis Maiden
- Acacia coriacea DC.
- Acacia costata Benth.
- Acacia costiniana Tindale
- Acacia courtii Tindale & Hersc.
- Acacia covenyi Tindale
- Acacia cowaniana Maslin
- Acacia cowleana Tate
- Acacia cracentis R.S.Cowan & Maslin
- Acacia craspedocarpa F.Muell.
- Acacia crassa Pedley
- Acacia crassicarpa A.Cunn. ex Benth.
- Acacia crassistipula Benth.
- Acacia crassiuscula H.L.Wendl.
- Acacia crassuloides Maslin
- Acacia cremiflora B.J.Conn & Tame
- Acacia crenulata R.S.Cowan & Maslin
- Acacia cretacea Maslin & Whibley
- Acacia cretata Pedley
- Acacia crispula Benth.
- Acacia crombiei C.T.White
- Acacia cultriformis A.Cunn. ex G.Don
- Acacia cummingiana Maslin
- Acacia cundinamarcensis R.P.Subhedar
- Acacia cuneifolia Maslin
- Acacia cupularis Domin
- Acacia curranii Maiden
- Acacia curryana Maslin
- Acacia curvata Maslin
- Acacia curvinervia Maiden
- Acacia cuspidifolia Maslin
- Acacia cuthbertsonii Luehm.
- Acacia cyclocarpa Maslin, M.D.Barrett & R.L.Barrett
- Acacia cyclops A.Cunn. ex G.Don
- Acacia cylindrica R.S.Cowan & Maslin
- Acacia cyperophylla F.Muell. ex Benth.
- Acacia dacrydioides Tindale
- Acacia dallachiana F.Muell.
- Acacia dangarensis Tindale & Kodela
- Acacia daphnifolia Meisn.
- Acacia daviesii Bartolome
- Acacia daviesioides C.A.Gardner
- Acacia daweana Maslin
- Acacia dawsonii R.T.Baker
- ezüst akácia (Acacia dealbata) Link
- Acacia deanei (R.T.Baker) Welch, Coombs & McGlynn
- Acacia debilis Tindale
- Acacia declinata R.S.Cowan & Maslin
- Acacia decora Rchb.
- Acacia decurrens (J.C.Wendl.) Willd.
- Acacia deficiens Maslin
- Acacia deflexa Maiden & Blakely
- Acacia delibrata A.Cunn. ex Benth.
- Acacia delicatula Tindale & Kodela
- Acacia delphina Maslin
- Acacia deltoidea A.Cunn. ex G.Don
- Acacia demissa R.S.Cowan & Maslin
- Acacia dempsteri F.Muell.
- Acacia densiflora Morrison
- Acacia denticulosa F.Muell.
- Acacia dentifera Benth.
- Acacia depressa Maslin
- Acacia dermatophylla Benth.
- Acacia derwentiana A.M.Gray
- Acacia desertorum Maiden & Blakely
- Acacia desmondii Maslin
- Acacia deuteroneura Pedley
- Acacia diallaga Maslin & Buscumb
- Acacia diaphana R.S.Cowan & Maslin
- Acacia diaphyllodinea Maslin
- Acacia diastemata Maslin, M.D.Barrett & R.L.Barrett
- Acacia dictyocarpa Benth.
- Acacia dictyoneura E.Pritz.
- Acacia dictyophleba F.Muell.
- Acacia didyma A.R.Chapm. & Maslin
- Acacia dielsii E.Pritz.
- Acacia dietrichiana F.Muell.
- Acacia difficilis Maiden
- Acacia difformis R.T.Baker
- Acacia dilatata Benth.
- Acacia dilloniorum Maslin
- Acacia dimidiata Benth.
- Acacia diminuta Maslin
- Acacia dimorpha Maslin, M.D.Barrett & R.L.Barrett
- Acacia disparrima M.W.McDonald & Maslin
- Acacia dissimilis M.W.McDonald
- Acacia dissona R.S.Cowan & Maslin
- Acacia distans Maslin
- Acacia disticha Maslin
- Acacia divergens Benth.
- Acacia dodonaeifolia (Pers.) Balb.
- Acacia dolichophylla Maslin
- Acacia donaldsonii R.S.Cowan & Maslin
- Acacia doratoxylon A.Cunn.
- Acacia doreta Maslin
- Acacia dorothea Maiden
- Acacia dorsenna Maslin
- Acacia drepanocarpa F.Muell.
- Acacia drepanophylla Maslin
- Acacia drewiana W.Fitzg
- Acacia drummondii Lindl.
- Acacia dunnii (Maiden) Turrill
- Acacia dura Benth.
- Acacia durabilis Maslin
- Acacia duriuscula W.Fitzg.
- Acacia echinula DC.
- Acacia echinuliflora G.J.Leach
- Acacia effusa Maslin
- Acacia effusifolia Maslin & Buscumb
- Acacia elachantha M.W.McDonald & Maslin
- Acacia elata A.Cunn. ex Benth.
- Acacia elongata Sieber ex DC.
- Acacia empelioclada Maslin
- Acacia enervia Maiden & Blakely
- Acacia ensifolia Pedley
- Acacia enterocarpa R.V.Sm.
- Acacia epacantha (Maslin) Maslin
- Acacia epedunculata R.S.Cowan & Maslin
- Acacia ephedroides Benth.
- Acacia equisetifolia Maslin & Cowie
- Acacia eremaea C.R.P.Andrews
- Acacia eremophila W.Fitzg.
- Acacia eremophiloides Pedley & P.I.Forst.
- Acacia eriantha Desv.
- Acacia ericifolia Benth.
- Acacia ericksoniae Maslin
- Acacia erinacea Benth.
- Acacia erioclada Benth.
- Acacia eriopoda Maiden & Blakely
- Acacia errabunda Maslin
- Acacia esterhazia J.Mackay ex Regel
- Acacia estrophiolata F.Muell.
- Acacia euthycarpa (J.M.Black) J.M.Black
- Acacia euthyphylla Maslin
- Acacia evenulosa Maslin
- Acacia everistii Pedley
- Acacia excelsa Benth.
- Acacia excentrica Maiden & Blakely
- Acacia exigua I.M.Turner
- Acacia exocarpoides W.Fitzg.
- Acacia extensa Lindl.
- Acacia exudans Lindl.
- Acacia fagonioides Benth.
- Acacia falcata Willd.
- Acacia falciformis DC.
- Acacia farinosa Lindl.
- Acacia fasciculifera F.Muell. ex Benth.
- Acacia faucium Pedley
- Acacia fauntleroyi (Maiden) Maiden
- Acacia fecunda Maslin
- Acacia ferocior Maiden
- Acacia filamentosa Maslin
- Acacia filicifolia Cheel & Welch
- Acacia filifolia Benth.
- Acacia filipes Pedley
- Acacia fimbriata A.Cunn. ex G.Don
- Acacia flabellifolia W.Fitzg.
- Acacia flaccida Spreng.
- Acacia flagelliformis Court
- Acacia flavescens A.Cunn. ex Benth.
- Acacia flavipila A.S.George
- Acacia fleckeri Pedley
- Acacia flexifolia A.Cunn. ex Benth.
- Acacia flocktoniae Maiden
- Acacia floribunda (Vent.) Willd.
- Acacia floydii Tindale
- Acacia fodinalis Pedley
- Acacia formidabilis C.A.Gardner ex R.S.Cowan & Maslin
- Acacia forrestiana E.Pritz.
- Acacia forsythii Maiden & Blakely
- Acacia fragilis Maiden & Blakely
- Acacia fraternalis Maslin
- Acacia frigescens J.H.Willis
- Acacia froggattii Maiden
- Acacia fulva Tindale
- Acacia fuscaneura Maslin & J.E.Reid
- Acacia galeata Maslin
- Acacia galioides Benth.
- Acacia gardneri Maiden & Blakely
- Acacia gelasina Maslin
- Acacia gemina R.S.Cowan & Maslin
- Acacia genistifolia Link
- Acacia georgensis Tindale
- Acacia georginae F.M.Bailey
- Acacia gibbosa R.S.Cowan & Maslin
- Acacia gibsonii Maslin
- Acacia gilbertii Meisn.
- Acacia gilesiana F.Muell.
- Acacia gillii (Maiden) Maiden & Blakely
- Acacia gittinsii Pedley
- Acacia gladiiformis A.Cunn. ex Benth.
- Acacia glandulicarpa Reader
- Acacia glaucissima Maslin
- Acacia glaucocaesia Domin
- Acacia glaucocarpa Maiden & Blakely
- Acacia glaucoptera Benth.
- Acacia gloeotricha A.R.Chapm. & Maslin
- Acacia glutinosissima Maiden & Blakely
- Acacia gnidium Benth.
- Acacia gonocarpa F.Muell.
- Acacia gonoclada F.Muell.
- Acacia gonophylla Benth.
- Acacia gordonii (Tindale) Pedley
- Acacia gracilenta Tindale & Kodela
- Acacia gracilifolia Maiden & Blakely
- Acacia graciliformis Maslin & Buscumb
- Acacia grandifolia Pedley
- Acacia granitica Maiden
- Acacia graniticola Maslin
- Acacia grasbyi Maiden
- Acacia × grayana J.H.Willis
- Acacia gregorii F.Muell.
- Acacia grisea S.Moore
- Acacia guinetii Maslin
- Acacia gunnii Benth.
- Acacia guymeri Tindale
- Acacia hadrophylla R.S.Cowan & Maslin
- Acacia haematites Maslin
- Acacia hakeoides A.Cunn. ex Benth.
- Acacia halliana Maslin
- Acacia hamersleyensis Maslin
- Acacia hamiltoniana Maiden
- Acacia hammondii Maiden
- Acacia handonis Pedley
- Acacia harpophylla F.Muell. ex Benth.
- Acacia harveyi Benth.
- Acacia hastulata Sm.
- Acacia havilandiorum Maiden
- Acacia helicophylla Pedley
- Acacia helmsiana Maiden
- Acacia hemignosta F.Muell.
- Acacia hemiteles Benth.
- Acacia hemsleyi Maiden
- Acacia hendersonii Pedley
- Acacia heterochroa Maslin
- Acacia heteroclita Meisn.
- Acacia heteroneura Benth.
- Acacia heterophylla (Lam.) Willd.
- Acacia hexaneura P.J.Lang & R.S.Cowan
- Acacia hilliana Maiden
- Acacia hippuroides Heward ex Benth.
- Acacia hispidula (Sm.) Willd.
- Acacia hockingsii Pedley
- Acacia holosericea A.Cunn. ex G.Don
- Acacia holotricha Pedley
- Acacia homaloclada F.Muell.
- Acacia hopperiana Maslin
- Acacia horridula Meisn.
- Acacia howittii F.Muell.
- Acacia hubbardiana Pedley
- Acacia huegelii Benth.
- Acacia humifusa A.Cunn. ex Benth.
- Acacia hyaloneura Pedley
- Acacia hylonoma Pedley
- Acacia hypermeces A.S.George
- Acacia hystrix Maslin
- Acacia idiomorpha A.Cunn. ex Benth.
- Acacia imbricata F.Muell.
- Acacia imitans Maslin
- Acacia imparilis Maslin
- Acacia implexa Benth.
- Acacia improcera Maslin
- Acacia inaequilatera Domin
- Acacia inaequiloba W.Fitzg
- Acacia inamabilis E.Pritz.
- Acacia incanicarpa A.R.Chapm. & Maslin
- Acacia inceana Domin
- Acacia incognita Maslin & Buscumb
- Acacia incongesta R.S.Cowan & Maslin
- Acacia incrassata Hook.
- Acacia incurva Benth.
- Acacia incurvaneura Maslin & J.E.Reid
- Acacia infecunda Molyneux & Forrester
- Acacia ingramii Tindale
- Acacia ingrata Benth.
- Acacia inophloia Maiden & Blakely
- Acacia inops Maiden & Blakely
- Acacia insolita E.Pritz.
- Acacia intorta Maslin
- Acacia intricata S.Moore
- Acacia irrorata Sieber ex Spreng.
- Acacia islana Pedley
- Acacia isoneura Maslin & A.R.Chapm.
- Acacia iteaphylla F.Muell. ex Benth.
- Acacia ixiophylla Benth.
- Acacia ixodes Pedley
- Acacia jackesiana Pedley
- Acacia jacksonioides Maslin
- Acacia jamesiana Maslin
- Acacia jasperensis Maconochie
- Acacia javanica DC.
- Acacia jennerae Maiden
- Acacia jensenii Maiden
- Acacia jibberdingensis Maiden & Blakely
- Acacia johannis Pedley
- Acacia johnsonii Pedley
- Acacia jonesii F.Muell. & Maiden
- Acacia jucunda Maiden & Blakely
- Acacia julifera Benth.
- Acacia juncifolia Benth.
- Acacia jurema Mart.
- Acacia kalgoorliensis R.S.Cowan & Maslin
- Acacia karina Maslin & Buscumb
- Acacia kauaiensis Hillebr.
- Acacia keigheryi Maslin
- Acacia kelleri F.Muell.
- Acacia kempeana F.Muell.
- Acacia kenneallyi R.S.Cowan & Maslin
- Acacia kerryana Maslin
- Acacia kettlewelliae Maiden
- Acacia kimberleyensis W.Fitzg.
- Acacia kingiana Maiden & Blakely
- Acacia koa A.Gray
- Acacia koaia Hillebr.
- Acacia kochii W.Fitzg. ex Ewart & Jean White
- Acacia kulinensis Maslin
- Acacia kulnurensis Kodela & Tindale
- Acacia kybeanensis Maiden & Blakely
- Acacia kydrensis Tindale
- Acacia laccata Pedley
- Acacia lacertensis Pedley
- Acacia lachnophylla F.Muell.
- Acacia lamprocarpa O.Schwarz
- Acacia lanceolata Maslin
- Acacia lanei R.S.Cowan & Maslin
- Acacia lanigera A.Cunn.
- Acacia lanuginophylla R.S.Cowan & Maslin
- Acacia lapidosa Maslin
- Acacia laricina Meisn.
- Acacia lasiocalyx C.R.P.Andrews
- Acacia lasiocarpa Benth.
- Acacia lateriticola Maslin
- Acacia latescens Benth.
- Acacia latifolia Benth.
- Acacia latior (R.S.Cowan & Maslin) Maslin & Buscumb
- Acacia latipes Benth.
- Acacia latisepala Pedley
- Acacia latzii Maslin
- Acacia lazaridis Pedley
- Acacia leeuweniana Maslin
- Acacia legnota Pedley
- Acacia leichardtii Benth.
- Acacia leiocalyx (Domin) Pedley
- Acacia leioderma Maslin
- Acacia leiophylla Benth.
- Acacia lentiginea Maiden & Blakely
- Acacia lentiscifolia (Pers.) Desf. ex DC.
- Acacia leprosa Sieber ex DC.
- Acacia leptalea Maslin
- Acacia leptocarpa A.Cunn. ex Benth.
- Acacia leptoclada A.Cunn. ex Benth.
- Acacia leptoloba Pedley
- Acacia leptoneura Benth.
- Acacia leptopetala Benth.
- Acacia leptophleba F.Muell.
- Acacia leptospermoides Benth.
- Acacia leptostachya Benth.
- Acacia leucoclada Tindale
- Acacia leucolobia Sweet
- Acacia levata R.S.Cowan & Maslin
- Acacia ligulata A.Cunn. ex Benth.
- Acacia ligustrina Meisn.
- Acacia limbata F.Muell.
- Acacia linarioides Benth.
- Acacia linearifolia A.Cunn. ex Maiden & Blakely
- Acacia lineata A.Cunn. ex G.Don
- Acacia lineolata Benth.
- Acacia linifolia (Vent.) Willd.
- Acacia lirellata Maslin & A.R.Chapm.
- Acacia littorea Maslin
- Acacia lobulata R.S.Cowan & Maslin
- Acacia loderi Maiden
- füzéres akácia (Acacia longifolia) (Andrews) Willd.
- Acacia longipedunculata Pedley
- Acacia longiphyllodinea Maiden
- Acacia longispicata Benth.
- Acacia longispinea Morrison
- Acacia longissima H.L.Wendl.
- Acacia loroloba Tindale
- Acacia loxophylla Benth.
- Acacia lucasii Blakely
- Acacia lucens Bojer
- Acacia lullfitziorum Maslin
- Acacia lumholtzii Pedley
- Acacia lunata G.Lodd.
- Acacia luteola Maslin
- Acacia lycopodiifolia A.Cunn. ex Hook.
- Acacia lysiploia F.Muell.
- Acacia mabellae Maiden
- Acacia macdonnelliensis Maconochie
- Acacia mackenziei Maslin & R.L.Barrett
- Acacia mackeyana Ewart & Jean White
- Acacia maconochieana Pedley
- Acacia macradenia Benth.
- Acacia macraneura Maslin & J.E.Reid
- Acacia maidenii F.Muell.
- Acacia maitlandii F.Muell.
- Acacia malloclada Maiden & Blakely
- Acacia mangium Willd.
- Acacia manipularis R.S.Cowan & Maslin
- Acacia maranoensis Pedley
- Acacia mariae Pedley
- Acacia marramamba Maslin
- Acacia masliniana R.S.Cowan
- Acacia mathuataensis A.C.Sm.
- Acacia matthewii Tindale & S.J.Davies
- Acacia maxwellii Maiden & Blakely
- Acacia mcnuttiana Maiden & Blakely
- Acacia mearnsii De Wild.
- Acacia megacephala Maslin
- Acacia megalantha F.Muell.
- Acacia meiantha Tindale & Hersc.
- Acacia meiosperma (Pedley) Pedley
- Acacia meisneri Lehm.
- fekete akácia (Acacia melanoxylon) R.Br.
- Acacia melleodora Pedley
- Acacia melvillei Pedley
- Acacia menzelii J.M.Black
- Acacia merinthophora E.Pritz.
- Acacia merrallii F.Muell.
- Acacia merrickiae Maiden & Blakely
- Acacia microbotrya Benth.
- Acacia microcalyx Maslin
- Acacia microcarpa F.Muell.
- Acacia microcybe Pedley
- Acacia microneura Meisn.
- Acacia microsperma Pedley
- Acacia midgleyi M.W.McDonald & Maslin
- Acacia mimica R.S.Cowan & Maslin
- Acacia mimula Pedley
- Acacia minniritchi I.M.Turner
- Acacia minutifolia F.Muell.
- Acacia minutissima Maslin
- Acacia minyura Randell
- Acacia mitchellii Benth.
- Acacia mitodes A.S.George
- Acacia moirii E.Pritz.
- Acacia mollifolia Maiden & Blakely
- Acacia montana Benth.
- Acacia monticola J.M.Black
- Acacia mooreana W.Fitzg.
- Acacia mountfordiae Specht
- Acacia mucronata Willd. ex H.L.Wendl.
- Acacia muelleriana Maiden & R.T.Baker
- Acacia mulganeura Maslin & J.E.Reid
- Acacia multisiliqua (Benth.) Maconochie
- Acacia multispicata Benth.
- Acacia multistipulosa Tindale & Bedward
- Acacia muriculata Maslin & Buscumb
- Acacia murrayana F.Muell. ex Benth.
- Acacia mutabilis Maslin
- Acacia myrtifolia (Sm.) Willd.
- Acacia nanodealbata J.H.Willis
- Acacia nanopravissima Molyneux & Forrester
- Acacia nematophylla F.Muell. ex Benth.
- Acacia neobrachycarpa I.M.Turner
- Acacia neorigida I.M.Turner
- Acacia neriifolia A.Cunn. ex Benth.
- Acacia nervosa DC.
- Acacia nesophila Pedley
- Acacia neurocarpa A.Cunn. ex Hook.
- Acacia neurophylla W.Fitzg.
- Acacia newbeyi Maslin
- Acacia nicholsonensis Cuff
- Acacia nigricans (Labill.) R.Br.
- Acacia nigripilosa Maiden
- Acacia nitidula Benth.
- Acacia nivea R.S.Cowan & Maslin
- Acacia nodiflora Benth.
- Acacia notabilis F.Muell.
- Acacia numerosa Maiden
- Acacia nuperrima Baker f.
- Acacia nyssophylla F.Muell.
- Acacia obesa R.S.Cowan & Maslin
- Acacia obliquinervia Tindale
- Acacia obovata Benth.
- Acacia obtecta Maiden & Blakely
- Acacia obtriangularis Maslin, M.D.Barrett & R.L.Barrett
- Acacia obtusata Sieber ex DC.
- Acacia obtusifolia A.Cunn.
- Acacia octonervia R.S.Cowan & Maslin
- Acacia oldfieldii F.Muell.
- Acacia olgana Maconochie
- Acacia oligoneura F.Muell.
- Acacia olsenii Tindale
- Acacia omalophylla A.Cunn. ex Benth.
- Acacia ommatosperma (Pedley) Pedley
- Acacia oncinocarpa Benth.
- Acacia oncinophylla Benth.
- Acacia ophiolithica R.S.Cowan & Maslin
- Acacia oraria F.Muell.
- Acacia orbifolia Maiden & Blakely
- Acacia orites Pedley
- Acacia orthocarpa F.Muell.
- Acacia orthotricha Pedley
- Acacia orthotropica Maslin, M.D.Barrett & R.L.Barrett
- Acacia oshanesii F.Muell. & Maiden
- Acacia oswaldii F.Muell.
- Acacia oxycedrus Sieber ex DC.
- Acacia oxyclada F.Muell. ex Benth.
- Acacia pachyacra Maiden & Blakely
- Acacia pachycarpa F.Muell. ex Benth.
- Acacia pachyphylla Maslin
- Acacia pachypoda Maslin
- Acacia palustris Luehm.
- Acacia papulosa R.S.Cowan & Maslin
- Acacia papyrocarpa Benth.
- Acacia paradoxa DC.
- Acacia paraneura Randell
- Acacia parkerae Maslin
- Acacia parramattensis Tindale
- Acacia parvipinnula Tindale
- Acacia pataczekii D.I.Morris
- Acacia patagiata R.S.Cowan & Maslin
- Acacia patula Humb. & Bonpl. ex Willd.
- Acacia paula Tindale & S.J.Davies
- Acacia pedina Kodela & Tame
- Acacia pedleyi Tindale & Kodela
- Acacia pellita O.Schwarz
- Acacia pelophila R.S.Cowan & Maslin
- Acacia pendula A.Cunn. ex G.Don
- Acacia penninervis Sieber ex DC. - típusfaj
- Acacia pentadenia Lindl.
- Acacia peregrinalis M.W.McDonald & Maslin
- Acacia perpusilla Maslin, M.D.Barrett & R.L.Barrett
- Acacia perryi Pedley
- Acacia petraea Pedley
- Acacia petricola Maslin
- Acacia peuce F.Muell.
- Acacia phacelia Maslin, M.D.Barrett & R.L.Barrett
- Acacia phaeocalyx Maslin
- Acacia pharangites Maslin
- Acacia phasmoides J.H.Willis
- Acacia phlebocarpa F.Muell.
- Acacia phlebopetala Maslin
- Acacia phlebophylla F.Muell. ex H.B.Will.
- Acacia pickardii Tindale
- Acacia piligera A.Cunn.
- Acacia pilligaensis Maiden
- Acacia pinguiculosa R.S.Cowan & Maslin
- Acacia pinguifolia J.M.Black
- Acacia platyacantha Bertol.
- Acacia platycarpa F.Muell.
- Acacia plautella Maslin
- Acacia plectocarpa A.Cunn. ex Benth.
- Acacia plicata Maslin
- Acacia podalyriifolia A.Cunn. ex G.Don
- Acacia polifolia Pedley
- Acacia poliochroa E.Pritz.
- Acacia polyadenia (Pedley) Pedley
- Acacia polybotrya Benth.
- Acacia polymorpha Pasq.
- Acacia polystachya A.Cunn. ex Benth.
- Acacia porcata P.I.Forst.
- Acacia praelongata F.Muell.
- Acacia praemorsa P.J.Lang & Maslin
- Acacia praetermissa Tindale
- Acacia prainii Maiden
- Acacia pravifolia F.Muell.
- Acacia pravissima F.Muell. ex Benth.
- Acacia preissiana (Meisn.) Maslin
- Acacia prismifolia E.Pritz.
- Acacia pritzeliana C.A.Gardner
- Acacia producta Tindale
- Acacia profusa Maslin
- Acacia proiantha Pedley
- Acacia prolata Maslin, M.D.Barrett & R.L.Barrett
- Acacia prominens A.Cunn. ex G.Don
- Acacia provincialis A.Camus
- Acacia proxima Maiden
- Acacia pruinocarpa Tindale
- Acacia pteraneura Maslin & J.E.Reid
- Acacia pterocaulon Maslin
- Acacia ptychoclada Maiden & Blakely
- Acacia ptychophylla F.Muell.
- Acacia pubescens (Vent.) R.Br.
- Acacia pubicosta C.T.White
- Acacia pubifolia Pedley
- Acacia pubirhachis Pedley
- Acacia pulchella R.Br.
- Acacia pulviniformis Maiden & Blakely
- Acacia pumila Maiden & R.T.Baker
- Acacia puncticulata Maslin
- Acacia purpureapetala F.M.Bailey
- Acacia pusilla Maslin
- Acacia pustula Maiden & Blakely
- Acacia pycnantha Benth.
- Acacia pycnocephala Maslin
- Acacia pycnostachya F.Muell. ex Benth.
- Acacia pygmaea Maslin
- Acacia pyrifolia DC.
- Acacia quadrilateralis DC.
- Acacia quadrimarginea F.Muell.
- Acacia quadrisulcata F.Muell.
- Acacia quinquenervia Maslin
- Acacia quornensis J.M.Black
- Acacia racospermoides Pedley
- Acacia ramiflora Domin
- Acacia ramulosa W.Fitzg.
- Acacia randelliana W.Fitzg.
- Acacia recurvata R.S.Cowan & Maslin
- Acacia redolens Maslin
- Acacia rendlei Maiden
- Acacia repanda R.S.Cowan & Maslin
- Acacia repens A.S.George
- Acacia resinimarginea W.Fitzg.
- Acacia resinistipulea W.Fitzg.
- Acacia resinocostata Pedley
- Acacia resinosa R.S.Cowan & Maslin
- Acacia restiacea Benth.
- Acacia retinervis Benth.
- Acacia retinodes Schltdl.
- Acacia retivenea F.Muell.
- Acacia retrorsa Meisn.
- Acacia rhamphophylla Maslin
- Acacia rhetinocarpa J.M.Black
- Acacia rhigiophylla F.Muell. ex Benth.
- Acacia rhodophloia Maslin
- Acacia rhodoxylon Maiden
- Acacia riceana Hensl.
- Acacia richardsii Maslin
- Acacia richii A.Gray
- Acacia ridleyana W.Fitzg.
- Acacia rigens A.Cunn. ex G.Don
- Acacia rigescens Tindale & Bedward
- Acacia rivalis J.M.Black
- Acacia robeorum Maslin
- Acacia robiniae Maslin
- Acacia rossei F.Muell.
- Acacia rostellata Maslin
- Acacia rostellifera Benth.
- Acacia rostriformis Maslin & D.J.Murphy
- Acacia rothii F.M.Bailey
- Acacia roycei Maslin
- Acacia rubida A.Cunn.
- Acacia rubricaulis Pedley
- Acacia rubricola Pedley
- Acacia rupicola F.Muell. ex Benth.
- Acacia ruppii Maiden & Betche
- Acacia ryaniana Maslin
- Acacia sabulosa Maslin
- Acacia saliciformis Tindale
- Acacia salicina Lindl.
- Acacia saligna (Labill.) H.L.Wendl.
- Acacia saxatilis S.Moore
- Acacia saxicola Pedley
- Acacia scalena Maslin
- Acacia scalpelliformis Meisn.
- Acacia schinoides Benth.
- Acacia sciophanes Maslin
- Acacia scirpifolia Meisn.
- Acacia scleroclada Maslin
- Acacia sclerophylla Lindl.
- Acacia sclerosperma F.Muell.
- Acacia scopulorum Pedley
- Acacia seclusa M.W.McDonald
- Acacia sedifolia Maiden & Blakely
- Acacia × semiaurea Maiden & Blakely
- Acacia semicircinalis Maiden & Blakely
- Acacia semilunata Maiden & Blakely
- Acacia semirigida Maiden & Blakely
- Acacia semitrullata Maslin
- Acacia sericata A.Cunn. ex Benth.
- Acacia sericocarpa W.Fitzg.
- Acacia sericoflora Pedley
- Acacia serpentinicola (Maslin) Pedley
- Acacia sertiformis A.Cunn.
- Acacia sessilis Benth.
- Acacia sessilispica Maiden & Blakely
- Acacia setosa Spreng.
- Acacia setulifera Benth.
- Acacia shapelleae Maslin
- Acacia shirleyi Maiden
- Acacia shuttleworthii Meisn.
- Acacia sibilans Maslin
- Acacia sibina Maslin
- Acacia sibirica S.Moore
- Acacia siculiformis A.Cunn. ex Benth.
- Acacia signata F.Muell.
- Acacia silvestris Tindale
- Acacia similis Zoll. & Moritzi
- Acacia simmonsiana O'Leary & Maslin
- Acacia simplex (Sparrm.) Pedley
- Acacia simsii A.Cunn. ex Benth.
- Acacia simulans Maslin
- Acacia singula R.S.Cowan & Maslin
- Acacia smeringa A.S.George
- Acacia solenota Pedley
- Acacia sophorae (Labill.) R.Br.
- Acacia sorophylla E.Pritz.
- Acacia spania Pedley
- Acacia sparsiflora Maiden
- Acacia spathulifolia Maslin
- Acacia speckii R.S.Cowan & Maslin
- Acacia spectabilis A.Cunn. ex Benth.
- Acacia spectrum Lewington & Maslin
- Acacia sphacelata Benth.
- Acacia sphaerostachya E.Pritz.
- Acacia sphenophylla Maslin
- Acacia spilleriana J.E.Br.
- Acacia spinescens Benth.
- Acacia spinosissima Benth.
- Acacia spirorbis Labill.
- Acacia splendens Maslin & C.P.Elliott
- Acacia spondylophylla F.Muell.
- Acacia spongolitica R.S.Cowan & Maslin
- Acacia spooneri O'Leary
- Acacia sporadica N.G.Walsh
- Acacia squamata Lindl.
- Acacia stanleyi Maslin
- Acacia startii A.R.Chapm. & Maslin
- Acacia steedmanii Maiden & Blakely
- Acacia stellaticeps Kodela, Tindale & D.A.Keith
- Acacia stenophylla A.Cunn. ex Benth.
- Acacia stenoptera Benth.
- Acacia stereophylla Meisn.
- Acacia stictophylla Court ex Maslin & D.J.Murphy
- Acacia stigmatophylla A.Cunn. ex Benth.
- Acacia stipuligera F.Muell.
- Acacia stipulosa F.Muell.
- Acacia storyi Tindale
- Acacia striatifolia Pedley
- Acacia stricta (Andrews) Willd.
- Acacia strongylophylla F.Muell.
- Acacia suaveolens (Sm.) Willd.
- Acacia subcaerulea Lindl.
- Acacia subcontorta Maslin
- Acacia subflexuosa Maiden
- Acacia sublanata Benth.
- Acacia subporosa F.Muell.
- Acacia subracemosa Maslin
- Acacia subrigida Maslin
- Acacia subsessilis A.R.Chapm. & Maslin
- Acacia subternata F.Muell.
- Acacia subtessarogona Tindale & Maslin
- Acacia subtiliformis Maslin
- Acacia subtilinervis F.Muell.
- Acacia subulata Bonpl.
- Acacia sulcata R.Br.
- Acacia sulcaticaulis Maslin & Buscumb
- Acacia symonii Whibley
- Acacia synantha Maslin, M.D.Barrett & R.L.Barrett
- Acacia synchronicia Maslin
- Acacia synoria Maslin
- Acacia tabula Molyneux & Forrester
- Acacia tamminensis E.Pritz.
- Acacia tarculensis J.M.Black
- Acacia taxifolia Willd.
- Acacia tayloriana F.Muell.
- Acacia telmica A.R.Chapm. & Maslin
- Acacia tenuinervis Pedley
- Acacia tenuior Maiden
- Acacia tenuispica Maslin
- Acacia tenuissima F.Muell.
- Acacia tephrina Pedley
- Acacia teretifolia Benth.
- Acacia terminalis (Salisb.) J.F.Macbr.
- Acacia tessellata Tindale & Kodela
- Acacia tetanophylla Maslin
- Acacia tetragonocarpa Meisn.
- Acacia tetragonophylla F.Muell.
- Acacia tetraneura Maslin & A.R.Chapm.
- Acacia tetraptera Maslin
- Acacia thieleana Maslin
- Acacia thoma Maslin
- Acacia thomsonii Maslin & M.W.McDonald
- Acacia tindaleae Pedley
- Acacia tingoorensis Pedley
- Acacia tolmerensis G.J.Leach
- Acacia toondulya O'Leary
- Acacia torringtonensis Tindale
- Acacia torticarpa C.A.Gardner ex R.S.Cowan & Maslin
- Acacia torulosa Benth.
- Acacia trachycarpa E.Pritz.
- Acacia trachyphloia Tindale
- Acacia translucens A.Cunn. ex Hook.
- Acacia tratmaniana W.Fitzg.
- Acacia trigonophylla Meisn.
- Acacia trinalis R.S.Cowan & Maslin
- Acacia trinervata Sieber ex DC.
- Acacia trineura F.Muell.
- Acacia triptera Benth.
- Acacia triptycha F.Muell. ex Benth.
- Acacia triquetra Benth.
- Acacia × tristis Graham
- Acacia tropica (Maiden & Blakely) Tindale
- Acacia truculenta Maslin
- Acacia trudgeniana Maslin
- Acacia trulliformis R.S.Cowan & Maslin
- Acacia truncata (Burm.f.) Hoffmanns.
- Acacia tuberculata Maslin
- Acacia tumida F.Muell. ex Benth.
- Acacia tysonii Luehm.
- Acacia ulicifolia (Salisb.) Court
- Acacia ulicina Meisn.
- Acacia uliginosa Maslin
- Acacia umbellata A.Cunn. ex Benth.
- Acacia umbraculiformis Maslin & Buscumb
- Acacia uncifera Benth.
- Acacia uncifolia (J.M.Black) O'Leary
- Acacia uncinata Lindl.
- Acacia uncinella Benth.
- Acacia undoolyana G.J.Leach
- Acacia undosa R.S.Cowan & Maslin
- Acacia undulifolia A.Cunn. ex G.Don
- Acacia unguicula R.S.Cowan & Maslin
- Acacia unifissilis Court
- Acacia urophylla Benth.
- Acacia vaga Willd.
- Acacia validinervia Maiden & Blakely
- Acacia varia Maslin
- Acacia vassalii Maslin
- Acacia venulosa Benth.
- Acacia verniciflua A.Cunn.
- Acacia veronica Maslin
- Acacia verricula R.S.Cowan & Maslin
- Acacia verticillata (L'Hér.) Willd.
- Acacia vestita Ker Gawl.
- Acacia viarum Allemão ex Ten.
- Acacia victoriae Benth.
- Acacia viscidula Benth.
- Acacia viscifolia Maiden & Blakely
- Acacia vittata R.S.Cowan & Maslin
- Acacia volubilis F.Muell.
- Acacia walkeri Maslin
- Acacia wanyu Tindale
- Acacia wardellii Tindale
- Acacia warramaba Maslin
- Acacia wattsiana F.Muell. ex Benth.
- Acacia webbii Pedley
- Acacia websteri Maiden & Blakely
- Acacia wetarensis Pedley
- Acacia whibleyana R.S.Cowan & Maslin
- Acacia whitei Maiden
- Acacia wickhamii Benth.
- Acacia wilcoxii Maslin
- Acacia wilhelmiana F.Muell.
- Acacia willdenowiana H.L.Wendl.
- Acacia williamsiana J.T.Hunter
- Acacia williamsonii Court
- Acacia willingii Lewington & Maslin
- Acacia wilsonii R.S.Cowan & Maslin
- Acacia wiseana C.A.Gardner
- Acacia wollarensis S.A.J.Bell & Driscoll
- Acacia woodmaniorum Maslin & Buscumb
- Acacia xanthina Benth.
- Acacia xanthocarpa R.S.Cowan & Maslin
- Acacia xerophila W.Fitzg.
- Acacia xiphophylla E.Pritz.
- Acacia yalwalensis Kodela
- Acacia yirrkallensis Specht
- Acacia yorkrakinensis C.A.Gardner
- Acacia zatrichota A.S.George

### Fordítás
- Ez a szócikk részben vagy egészben  az   Acacia című angol Wikipédia-szócikk ezen változatának fordításán alapul.  Az eredeti cikk szerkesztőit annak laptörténete sorolja fel. Ez a jelzés csupán a megfogalmazás eredetét és a szerzői jogokat jelzi, nem szolgál a cikkben szereplő információk forrásmegjelöléseként.